# Torneo de 's-Hertogenbosch 2015
El Torneo de Bolduque 2015 (también conocido como el TOPSHELF Open 2015) es un torneo de tenis. Desde este año está patrocinado por TOPSHELF, en los dos años anteriores había sido patrocinado por la UNICEF. Pertenece al ATP World Tour 2015 en la categoría ATP World Tour 250, y al WTA Tour 2015 en la categoría International. El torneo tuvo lugar en la ciudad de Bolduque, Países Bajos, desde el 8 de junio hasta el 14 de junio de 2015.

## Cabeza de serie

### Individual masculino
| Tenista                | Ranking | Preclasificada |
| Jo-Wilfried Tsonga     | 15      | 1              |
| David Goffin           | 18      | 2              |
| Roberto Bautista Agut  | 20      | 3              |
| Richard Gasquet        | 21      | 4              |
| Guillermo García-López | 24      | 5              |
| Ivo Karlović           | 25      | 6              |
| Adrian Mannarino       | 32      | 7              |
| Fernando Verdasco      | 34      | 8              |
| Vasek Pospisil         | 53      | 9              |

- Ranking del 25 de mayo de 2015

### Dobles masculino
| Tenista                       | Ranking | Preclasificada |
| Jean-Julien Rojer Horia Tecău | 21      | 1              |
| Daniel Nestor Leander Paes    | 49      | 2              |
| Robert Lindstedt Scott Lipsky | 67      | 3              |
| Raven Klaasen Rajeev Ram      | 70      | 4              |

### Individual femenino
| Tenista                   | Ranking | Preclasificada |
| Eugenie Bouchard          | 6       | 1              |
| Jelena Janković           | 25      | 1              |
| Coco Vandeweghe           | 33      | 2              |
| Belinda Bencic            | 35      | 4              |
| Camila Giorgi             | 37      | 5              |
| Anastasiya Pavliuchenkova | 39      | 6              |
| Kristina Mladenovic       | 44      | 7              |
| Johanna Larsson           | 54      | 8              |

- Ranking del 25 de mayo de 2015

### Dobles femenino
| Tenista                                   | Ranking | Preclasificada |
| Timea Babos Kristina Mladenovic           | 16      | 1              |
| Anastasia Rodionova Arina Rodionova       | 72      | 2              |
| Jelena Janković Anastasiya Pavliuchenkova | 101     | 3              |
| Kiki Bertens Johanna Larsson              | 149     | 4              |

## Campeones

### Individuales masculino
Nicolas Mahut venció a  David Goffin por 7-6(1), 6-1

### Individuales femenino
Camila Giorgi venció a  Belinda Bencic por 7-5, 6-3

### Dobles masculino
Ivo Karlović /  Łukasz Kubot vencieron a  Pierre-Hugues Herbert  /  Nicolas Mahut por 6-2, 7-6(9)

### Dobles femenino
Asia Muhammad /  Laura Siegemund vencieron a  Jelena Janković /  Anastasiya Pavliuchenkova por 6-3, 7-5